# Ganzert
De Ganzert is een buurtschap in de Nederlandse gemeente Buren, gelegen in de provincie Gelderland. Het ligt tussen Ingen en Eck en Wiel.
Het gedeelte van Eck en Wiel hoorde tot 1999 bij de gemeente Maurik. Het gedeelte van Ingen hoorde tot 1999 bij de gemeente Lienden.
De Ganzert wordt door velen als een zelfstandige nederzetting gezien, maar het is altijd een buurtschap geweest.
Eenzelfde soort verwarring ziet men bij Aalst, een iets oostelijker gelegen plaatsje. Daarvan denkt men dat het een gehucht is, maar dat is volgens anderen juist wél een officiële plaats.
Hoofdplaats: Maurik

Stad: Buren

Dorpen: Asch · Beusichem · Buurmalsen (deels) · Eck en Wiel · Erichem · Ingen · Kapel-Avezaath (deels) · Kerk-Avezaath (deels) · Lienden · Ommeren · Ravenswaaij · Rijswijk · Zoelen · Zoelmond

Buurtschappen: Aalst · Bontemorgen · De Bosjes · Essebroek · Ganzert · De Heuvel · Hoog Kana · Hoogmeien · Klinkenberg · Leutes · Luchtenburg · Lutterveld · De Mars · Meerten · Meertenwei · Ommerenveld · Twee Sluizen · Zandberg · Zevenmorgen · Zwarte Paard

Gelderland: Steden en dorpen in Gelderland      Nederland: Provincies · Gemeenten